# Халеби, Якуб

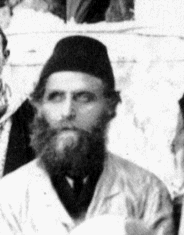
Якуб Халеби. Фото монаха Тимона. Конец XIX в.

Яку́б Ха́леби (в российских дореволюционных источниках Яков Егорович Халеби; 1847, Алеппо — 17 января 1901, Иерусалим) — подданный Османской империи, драгоман Русской духовной миссии в Иерусалиме в конце XIX в., друг и главный помощник начальника РДМ архимандрита Антонина (Капустина), член Императорского православного палестинского общества с 30 апреля 1884 года.

## Биография

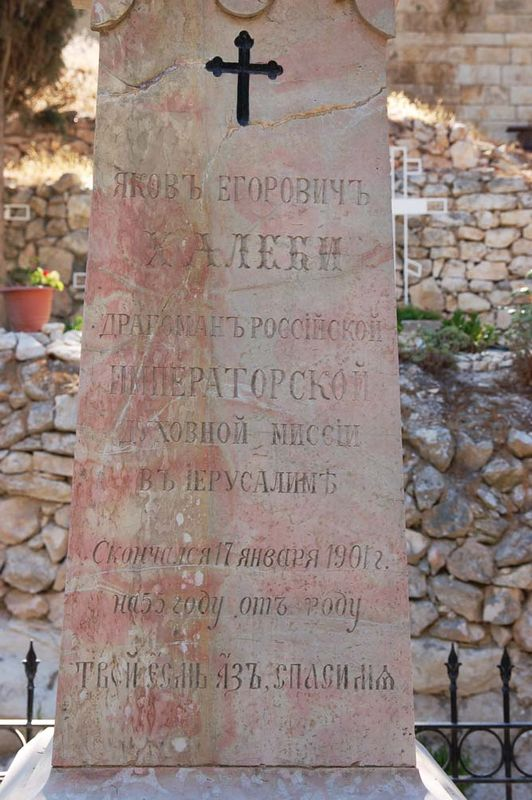
Могила Якуба Халеби на территории русского монастыря в Гефсимании в Иерусалиме

Якуб Халеби, сын Георгия, сына Ивана-эль-Халеби, родился в Сирии (предположительно в городе Алеппо) в 1847 году в арабской христианской семье, православного исповедования. Вероятно, в связи с этим он принимал активное участие в ходе приобретения Российской империей участков на Святой Земле.
В мае 1873 года властями Порты было утверждено его звание драгомана. В 1888 году за активное участие в строительстве русского православного храма св. Марии Магдалины в Гефсимании, в Иерусалиме, награждён орденом св. Станислава 3-й степени.
Поскольку согласно законам Османской империи приобретать землю в собственность могли только турецкие подданные, Якуб Халеби выступал в качестве покупателя участков, представляющих ценность для российского паломнического движения, и сразу после завершения сделки оформлял дарственную, якобы в уплату долгов, на имя архимандрита Антонина (Капустина), главы Русской духовной миссии в период с 1865 по 1894 годы.
Вот один из актов, оформленный Я.Е. Халеби 1 октября 1871 г. «Я, нижеподписавшийся, сим свидетельствую, что все деньги, которые я употребил на покупку нижеозначенных мест, т.е. земли в селении Бейт—Джала, где находится девичья школа, известная под именем русской, пяти участков земли близ Хеврона с Дубом Мамврийским, сада в Яффе, известного прежде под именем Каарм—Абукауд, где мною построен дом и вырыт колодец, земли на горе Елеонской с вновь возведенным зданием и места в Горней, купленного у г. Ханны Карло, которых все границы ясно и точно означены в существующих в руках моих законных ходжетах и частных купчих сделках, и все — какие издержал на эти земли от времени покупки их до настоящего дня на поддержку их, ограждение стенами и постройку потребных зданий и пр., я занял у начальника Русской Духовной Миссии архимандрита Антонина, и поелику вижу себя не в состоянии возвратить занятых денег, объявляю настоящей записью, что передаю сказанному начальнику Миссии все исчисленные мною земли со всем, что на них находится, в оплату сделанного мной долга, так что он может распоряжаться ими как собственник, полновластно».
Переход таких участков в собственность Российской империи зачастую вызывал недовольство у местного населения, исповедующего ислам (в частности, это было связано с почитанием одного и то же объекта представителями обоих религий, как например, Мамврийского дуба). Поэтому Якубу Халеби часто приходилось прибегать к хитрости. Так, например, в ходе покупки участка в Хевроне он выдал себя за купца из Алеппо.
На протяжении нескольких десятилетий, проведенных в Иерусалиме, Якуб Халеби поддерживал дружеские отношения с немецким архитектором и археологом Конрадом Шиком, который был привлечен архимандритом Антонином к раскопкам на участке, купленном ещё в 1858 году статс-секретарем Б. П. Мансуровым и русским иерусалимским консулом В. И Доргобужиновым, где впоследствии был раскопан Порог Судных Врат на Александровском подворье.
После смерти начальника Русской Духовной Миссии в Иерусалиме, архимандрита Антонина (Капустина), явился в Иерусалимское генеральное консульство с декларацией о недвижимостях архимандрита Антонина, которые в том числе не были оформлены документально.
Скончался в Иерусалиме 17 января 1901 года в возрасте 54 лет. Якуб Халеби похоронен на православном кладбище русского Гефсиманского православного монастыря (РПЦЗ), рядом с церковью Святой Марии Магдалины в Гефсимании у подножья Елеонской горы. На могильной плите Якова Егоровича в Иерусалиме сохранилась надпись:

ЯКОВЪ ЕГОРОВИЧЪ
ХАЛЕБИ
ДРАГОМАНЪ РОССІЙСКОЙ
ИМПЕРАТОРСКОЙ
ДУХОВНОЙ МИССИИ
ВЪ ИЕРУСАЛИМѢ
Скончался 17 января 1901 г.
на 55 году отъ роду